# Danyło Kiernycznyj
Danyło Kiernycznyj również w wersji Kurnicznyj (ukr. Данило Керничний) – ukraiński działacz społeczny, poseł do Sejmu Krajowego Galicji II kadencji (1867–1869), włościanin z Czernichowa.
Wybrany w IV kurii obwodu Tarnopol, z okręgu wyborczego nr 39 Zbaraż-Medyń. 